# San Isidro el Viejo
San Isidro el Viejo är en ort i Mexiko.   Den ligger i kommunen Querétaro och delstaten Querétaro Arteaga, i den centrala delen av landet, 200 km nordväst om huvudstaden Mexico City. San Isidro el Viejo ligger 2 057 meter över havet och antalet invånare är 245.
Terrängen runt San Isidro el Viejo är kuperad västerut, men österut är den platt. Runt San Isidro el Viejo är det tätbefolkat, med 947 invånare per kvadratkilometer. Närmaste större samhälle är Santiago de Querétaro, 19,8 km sydost om San Isidro el Viejo. Trakten runt San Isidro el Viejo består i huvudsak av gräsmarker.